# アダチン
アダチンは犬の狆をモチーフにしたお助けキャラクター。足立区をクビになった、境遇がきついキャラクター＝きつキャラとして知られている。目的は足立区の文化芸術振興である。テーマソングである「アダチンのテーマ」は口癖の「○○だチン」を随所に散りばめている。アダチンの家族であるアダチンファミリーも存在し、妹はイモチンという名前である。